# You Matter to Me
You Matter to Me è un singolo di Peter Criss (batterista dei Kiss), inserito nel suo album omonimo.

## Il brano
Questo brano venne scritto da John Vastano, Michael Morgan e Vini Poncia. John Vastano era tutto ciò che Peter Criss era stato nei suoi anni pre-KISS: un membro di una band italo-americana di New York che aveva un sacco di fiati e un cantante aspro, quasi un cliché. La band in questione erano i Blue Jays, che avevano un contratto con l'etichetta discografica di Vini Poncia, la Map City. Hanno pubblicato un album nel 1970. Più divertente, questa canzone è stata registrata anche da Joey Travolta (fratello minore del più famoso John) nel suo album distribuito a Casablanca nel 1978.

Se qualche progetto riunisce molti dei partecipanti all'album solista di Peter del 1978, allora una forte prova sarebbe l'album di Gino Cunico del 1976 pubblicato su Arista. Il cast di personaggi che appaiono in quell'album, che lavoreranno anche all'album di Peter, chiarisce da dove hanno origine molte connessioni: The Faragher Brothers (cori), Lenny Castro (percussioni), Brie Howard (cori), Vini Poncia (cori voce e produttore), Tom Saviano (fiati, arrangiatore e sassofono), John Vastano (chitarra) e David Wolfert (chitarra).

## Tracce
- Lato A: You Matter to Me
- Lato B: Hooked on Rock 'n Roll

## Formazione

### Kiss
- Peter Criss - voce

### Altri musicisti[1]
- The Faragher Brothers - cori
- Brie Howard - cori
- Vini Poncia - cori, voce e produttore
- Tom Saviano - fiati, arrangiatore e sassofono
- John Vastano - chitarra
- David Wolfert - chitarra
- Lenny Castro - percussioni